# Gregor Chrabat
Gregor Chrabat (auch Gregorius Jerschig, Gregor Krabat, Gregorius Gersyck; * um 1495; † nach 1557) war ein deutscher Mediziner, Medizinprofessor und Rektor der Universität Frankfurt (Oder).

## Leben
Gregor Chrabat stammte aus Cottbus oder dessen Umgebung, der Name deutet auf eine niedersorbische Herkunft. Er immatrikulierte sich 1511 an der Universität Leipzig und wurde dort 1513 Baccalaureus. Seit 1517 studierte Chrabat an der Universität Frankfurt (Oder) und erwarb dort 1519 den Grad eines Magisters. Danach studierte er in Bologna in Italien.
1537 war Gregor Chrabat Doktor der Medizin und Dekan der Medizinischen Fakultät der Universität Frankfurt (Oder). Im Wintersemester wurde er erstmals Rektor, danach ebenfalls 1547 und 1557.
1542 begleitete er den brandenburgischen Kurfürsten Joachim II. als Arzt auf dessen Feldzug gegen die Türken in Ungarn, wie auch Jodocus Willich.
Er gilt neben Johann von Schadowitz als eine der Vorbilder für die sorbische Sagengestalt Krabat.